# Armaniella curiosa
Armaniella curiosa – wymarły gatunek owada z rodziny mrówkowatych (Formicidae), jedyny przedstawiciel rodzaju Armaniella. Rodzaj i gatunek zostały opisane przez Giennadija Dłusskiego w roku 1983. Holotyp został odkryty w osadach kredowych w obwodzie magadańskim w azjatyckiej części Rosji.